# 徽学
徽学 是一門以徽州為名字的學術分支，當中包含宗教、文學、語言、藝術、考古、科技、建築，並以徽州出土的文獻及文物為研究主體。
与藏学、敦煌学并称为中国三大地方显学。